# Racomitrium pruinosum
Racomitrium pruinosum är en bladmossart som beskrevs av C. Müller 1869. Racomitrium pruinosum ingår i släktet raggmossor, och familjen Grimmiaceae. Inga underarter finns listade i Catalogue of Life.